# カオスワンクワーン駅
カオスワンクワーン駅（カオスワンクワーンえき、タイ語: สถานีรถไฟเขาสวนกวาง ）は、タイ王国東北部コーンケン県カオスワンクワーン郡にある、タイ国有鉄道東北線・北線の駅である。

## 概要
カオスワンクワーン駅は、タイ王国東北部コーンケン県の人口3万8千人が暮らすカオスワンクワーン郡に位置し、駅の正面側は西北西向きである。
クルンテープ駅（バンコク）より500.51km地点に位置し、快速列車利用で10時間30分程度である。二等駅であり、1日に6本（3往復）の列車が発着しその内訳は、快速1往復、普通2往復である。　

## 歴史
タイ最初の官営鉄道であるクルンテープ駅 - アユタヤ駅間が1897年3月26日に開業した。その後当初計画のナコンラチャシーマ駅まで完成すると、北本線、南本線の工事が始まりしばらく東北線の動きはなかった。北本線、南本線の完成後、東北線をウボンラーチャターニーまで延長する事になり1930年4月1日に完成した。その後ようやくウドーンターニー方面への工事が開始され、複数回の延伸開業の後1941年6月24日に当駅を含むウドーンターニー駅までの完成をみた。
- 1922年5月1日 【開業】ナコンラチャシーマ駅 - タノンチラ駅 (2.63km)
- 1929年5月1日 【開業】タノンチラ駅 - ノーンスーン駅 (28.80km)
- 1932年5月1日 【開業】ノーンスーン駅 - ブワヤイ駅 (50.42km)
- 1934年4月1日 【開業】ブワヤイ駅 - コーンケン駅 (104.25km)
- 1941年6月24日 【開業】コーンケン駅 - ウドーンターニー駅 (119.09km)

## 駅構造
単式ホーム1面1線をもつ地上駅であり、駅舎はホームに面している